# ズラブ・アバシゼ (外交官)
ズラブ・イラクリス・ゼ・アバシゼ（グルジア語: ზურაბ ირაკლის ძე აბაშიძე、グルジア語ラテン翻字: Zurab Iraklis dze Abashidze、1951年6月11日 – ）は、ジョージアの外交官、言語学者、政治学者。 

## 生涯
1951年にトビリシで誕生。1973年にモスクワ外国語大学を卒業。外務省に入省し、1974年から1978年まで一等書記官として勤務。続いて駐ボンベイ領事官補（1978年–1980年）、外務省局長（1980年–1984年）、駐スペイン大使館参事官（1984年–1988年）を歴任。1988年から1993年までジョージア海外友好協会会長。その後、駐ベネルクス諸国特命全権大使（1993年–2000年）、EUおよびNATOジョージア代表部代表（1993年–2000年）、ジョージア外務副大臣（2000年）駐ロシア特命全権大使（2000年–2004年）を歴任。2012年から首相特使（対ロシア関係担当）。
アバシゼはスペイン学と政治学に関する学術論文を発表している。スペイン学の博士論文審査に合格（1983年）。政治学博士（2001年）。2000年に著書「NATOとジョージア：ユートピアから現実へ」を発表。1976年から1990年までソビエト連邦共産党に所属した。

## 著書
- 冷戦は、過去か現在か？. トビリシ. (2009). ISBN 978-99928-20-36-0
- NATOとジョージア：ユートピアから現実へ. トビリシ. (2000)